# Gérard Gautier
Gérard Gautier (1 de junio de 1949) es un deportista francés que compitió en judo. Ganó una medalla de bronce en el Campeonato Europeo de Judo de 1974 en la categoría de –70 kg.

## Palmarés internacional
| Campeonato Europeo | Campeonato Europeo    | Campeonato Europeo | Campeonato Europeo |
| Año                | Lugar                 | Medalla            | Categoría          |
| ------------------ | --------------------- | ------------------ | ------------------ |
| 1974               | Londres (Reino Unido) | Medalla de bronce  | –70 kg             |